# Nombre pentatopique

Un pentatope à sphères. Chaque niveau représente un des 5 premiers nombres tétraédriques. Par exemple, le niveau vert possède 35 sphères en tout.

Un nombre pentatopique ou nombre pentachorique, ou encore nombre hypertétraédrique est un nombre figuré qui peut idéalement être représenté en dimension 4 par un pentatope (ou hypertétraèdre) constitué d'un empilement de tétraèdres réguliers,,.
Le nombre pentatopique de rang {\displaystyle n} est donc la somme des {\displaystyle n} premiers nombres tétraédriques :
{\displaystyle S_{4}(n)=\sum _{k=1}^{n}S_{3}(k)=\sum _{k=1}^{n}{k+2 \choose 3}}
Par la formule de la crosse de hockey, on obtient : 
{\displaystyle S_{4}(n)={n+3 \choose 4}}.
Ce sont donc les nombres de la cinquième colonne du triangle de Pascal présenté en escalier. 
Les premiers nombres pentatopiques sont 1, 5, 15, 35, 70, et 126 (suite A000332 de l'OEIS).
Ils constituent le cas {\displaystyle k=4} des nombres k-simpliciaux comptant des points répartis dans un k-simplexe.

## Fonction génératrice
La fonction génératrice des nombres pentatopiques est égale à :
{\displaystyle {\frac {x}{(1-x)^{5}}}=x+5x^{2}+15x^{3}+70x^{4}+126x^{5}+...}